# Lyrides
Les Lyrides désignent un important essaim d'étoiles filantes qui débute le 16 avril et finit le 26 avril de chaque année. 

## Observation
Le radiant de cet essaim se situe  dans la constellation de la Lyre, son maximum d'activité a lieu le 22 avril, c'est pourquoi on le nomme aussi « Alpha Lyrides » ou « Lyrides d'avril ». 
Ce radiant se décale progressivement vers la constellation d'Hercule. La source de cet essaim est la comète périodique C/1861 G1 (Thatcher).
Les Lyrides sont observées depuis plus de 2600 ans.

La pluie d'étoiles filantes du 22 mai -687 (calendrier julien proleptique), fut observée par Zuo Zhuan, qui la décrit ainsi :
« En ce jour d'été du xīn-mǎo du 4e mois de la 7e année du roi Zhuang de Lu, à la tombée de la nuit, les étoiles fixes sont invisibles, à minuit, les étoiles tombèrent comme la pluie. »
Le pic d'activité de l'essaim se situe entre le 22 avril et le matin du 23 avril. On compte généralement entre cinq et vingt météores par heure, en moyenne dix. Les observateurs en campagne en dénombrent plus que ceux situés en agglomération, en raison de la pollution lumineuse.
Les Lyrides ont généralement une magnitude visuelle de +2. Toutefois, certains de ces météores peuvent être plus brillants, connus sous le nom de « Lyrid fireballs » , ils peuvent projeter une ombre durant quelques instants et laisser derrière eux un rémanent de trainée durant plusieurs minutes.